# 太陽は友だち がんばれ!ソラえもん号
『太陽は友だち がんばれ!ソラえもん号』（たいようはともだち がんばれ ソラえもんごう）は、『ドラえもん』を原作とした1993年3月6日に公開された日本の映画。

## 概要
『ドラえもん のび太とブリキの迷宮』の同時上映作品として製作された作品。アニメではなく実写によるドキュメンタリー映画であり、実際に製作されたソーラーカー「ソラえもん号」の機能・特徴の紹介や、ソーラーカーラリーの模様を主としている。ナビゲーターとして、のび太としずかが着ぐるみとして出演する。
監督は高橋純。
配給収入、観客動員数、配給は『のび太とブリキの迷宮』を参照。

## ソラえもん号
本作で登場するソラえもん号とは、タミヤから市販されていた「ソラえもん号工作セット」をモチーフに、小学館の依頼のもと、大阪の有限会社・柴紋で実車として製作されたソーラーカーである。外観は工作セットの完成品とほぼ同じで、タケコプターを付けたドラえもんが腹ばいになって両拳を前に突き出し、背中にマントを羽織ったような姿をしている。マント部分に太陽電池、両手足にタイヤが組み込まれており、あたかもスーパーマンが空を飛ぶような姿勢で地上を走る仕組みになっている。
日本国内外の多くのソーラーカーレースにも出場しており、作品中では1992年の朝日ソーラーカーラリーに出場している模様が紹介されている。ソーラーカーレースへの出場後、ソラえもん号は小学館に代わりタミヤが保存していたが、2008年5月にレストアされ以降、世界最高峰のFIA公認ソーラーカーレース、ドリームカップソーラーカーレース鈴鹿の常勝チームである大阪産業大学で保管、維持管理を行い、各地小学校・各種公共施設への出前環境教育や展示でその活躍の場を広げた。2019年以降は日本自動車博物館に藤子プロから寄贈され、保管・展示されている。
- 作中で紹介されたソラえもん号の主な機能
  - 目の形を変えて、表情を作ることができる。
  - 首輪の鈴がスピーカーになっており、大山のぶ代による音声を再生することができる（後に音声再生機能は故障により撤去）[1]。
  - 尻尾が後部確認用のカメラになっている（コクピット内のモニターで確認できる）。
  - タイヤの空気入れもドラえもん型。

2012年3月にはタミヤより「ドラえもんソーラーカー 「ソラえもん号」工作セット」のリニューアル版（Item No:76008）が発売。本体は同じだが、ソーラーパネルが三角形から四角形になり発電電流が従来よりも30%アップしている。

## 声の出演
- のび太 - 小原乃梨子
- しずか - 野村道子
- ソラえもん号 - 大山のぶ代

## 参考資料
- ビデオ『ドラミちゃん ハロー恐竜キッズ!! / 太陽は友だち がんばれ!ソラえもん号』 東宝、1996年。